# Ремко Камперт
Ремко Ваутер Камперт (нід. Remco Campert, 28 липня 1929 , Гаага  — 4 липня 2022 , Амстердам ) — нідерландський письменник, поет і колумніст. Лауреат Нідерландської літературної премії за 2015 рік.

## Біографія
Ремко Камперт народився в Гаазі, син письменника і поета Яна Камперта, автора вірша De achttien dooden, і актриси Вільгельміни Броделет. Батьки розлучилися, коли йому було три роки, після чого, в залежності від ситуацій і обставин, майбутній поет і письменник жив то з одним з батьків, то з дідусем і бабусею.
Ян Камперт, ще до Другої світової війни відомий своєю антифашистською позицією, під час окупації Нідерландів був заарештований за допомогу євреям і інтернований у нацистський концентраційний табір Ноєнгамме, де й помер у 1943 році. Після смерті батька Ремко жив з матір'ю в місті Епе (Гелдерланд). У 1945 році, після капітуляції третього Рейху вони повернулися в Амстердам.

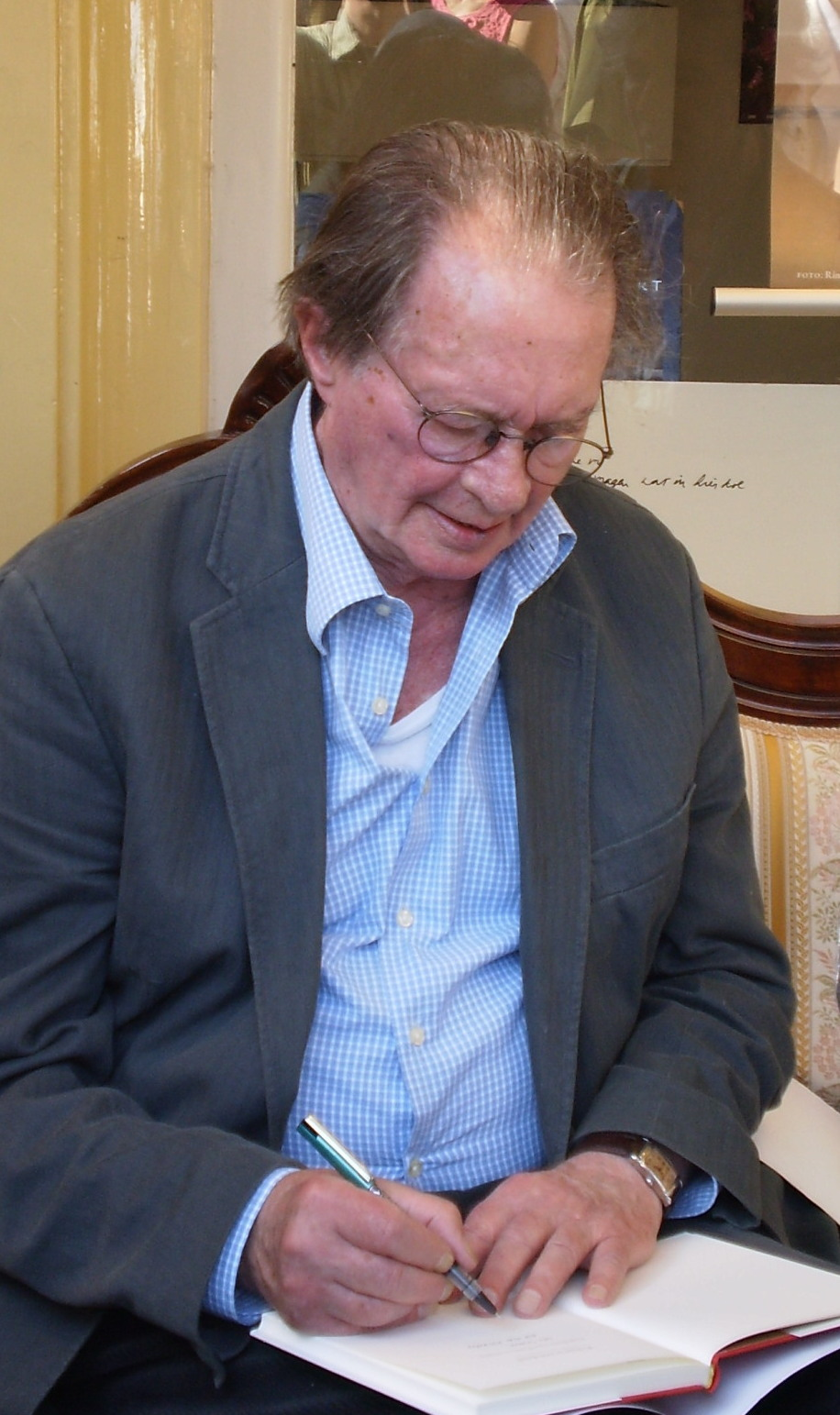
Камперт підписує книгу на поетичному вечорі, присвяченому його 80-річному ювілею

Навчаючись в Амстердамському ліцеї (Amsterdam Lyceum) Ремко почав зрідка писати статті і малювати комікси для шкільної газети. Навчання мало приваблювало Камперта, і з часом він став все частіше пропускати заняття, вважаючи за краще відвідувати кінотеатри, джаз-клуби або бари, а не уроки. Врешті він закінчив ліцей, фактично не отримавши середньої освіти. У 1949 році Камперт одружився з Фредді Ратгерс, через п'ять років вони розлучилися
В період з 1949 по 1952 рік Камперт малював комікси для голландського журналу Mandrill і щоденної газети Het Parool. У травні 1950 року він разом зі шкільним другом Руді Кусброком, згодом відомим поетом, перекладачем, письменником і есеїстом, заснував журнал Braak. У тому ж році Ремок видає свою першу книгу, поему «Десять уроків з Тімоті» (Ten lessons with Timothy). На життя Камперт заробляв створенням рекламних текстів і перекладом іноземних літературних творів.
У 1955 році, незабаром після розлучення з Ратгерс, Ремко одружився вдруге, з письменницею Фріцці Хармсен ван Бік, дочкою автора коміксів Мартінуса Хармсена ван Біка. Після двох років спільного життя в Бларикюмі, Камперт розлучився і повернувся в Амстердам. У 1961 році Ремко одружився втретє, на Люсії ван ден Берг. У 1964 році вони переїхали в Антверпен, але два роки потому розлучилися і Камперт повернувся в Амстердам, де познайомився з галеристкою Деборою Вольф, з якою жив до 1980 року.
У 1970-х роках Камперт писав дуже мало, хоча й продовжував видаватися. Як він сам пояснив журналісту Яну Броккену з голландського журналу Haagse Post: «Я не міг писати багато років поспіль. Мені це не подобалося. Я відчував фізичну відразу до цього. Я думав про це, але був паралізований сумнівами». У 1970-х роках Ремко малював комікси для журналу Haagse Post, а в 1979 році для вечірньої газети NRC Handelsblad.
У 1979 році Камперт, подолавши свої втому і сумніви, відновлює активну літературну діяльність. У 1985 році вийшов один з найвідоміших романів Ремко — «Дія Сомбермана» (нід. Somberman's actie), екранізований в 1999 році.
З 1989 по 1995 рік Камперт виступав у театрах по всій країні та за її межами у п'єсі, яку він написав разом з письменником і колишнім футболістом Яном Мюлдером. Їх виступи були засновані на їхніх літературних творах. З 1995 по 2006 рік Ремко і Мюлдер спільно під псевдонімом CaMu щодня писали колонки для першої смуги національної газети de Volkskrant. В кінці кожного року ці колонки виходили у вигляді книги під назвою "КаМю…: Щорічний огляд Ремко Камперта і Яна Мюльдера (нід. CaMu ....: Het jaaroverzicht van Remco Campert en Jan Mulder). У 1995 році Камперт прочитав по радіо свій бестселер «Het leven vurrukkulluk».
Камперт був одружений чотири рази, є двоє дітей: Емануела (1960 року народження) і Клео (1963 року народження). Після розставання з Деборою Вольф Камперт переважно мовчав про своє особисте життя, лише одного разу пояснивши своє сімейне становище в 1994 році в інтерв'ю Сейсу ван Хорі, журналісту газети Nieuwsblad van het Noorden: «Я не задихаюся, я сам собі найкраща компанія. Кожен раз, коли я жив разом з кимось, мені здавалося, що я буду перебувати під водою цілими днями. Бути удвох, це двічі самотність, і мені це не потрібно. Більше щастя — одружитися на своїй кар'єрі». Втім, такий погляд на сімейне життя не завадив Ремко в 1996 році знову зійтися з Деборою Вольф і укласти з нею офіційний шлюб.

## Нагороди та премії
- 1953 — премія Рейні Прінсен Герлігс
- 1955 — премія міста Амстердам за кращий поетичний твір
- 1956 — премія Яна Камперта
- 1958 — премія Анні Франк
- 1959 — премія міста Амстердам за найкращий прозовий твір
- 1960 — премія Амстердамської художньої ради
- 1976 — премія Пітера Корнелісона Хофта
- 1987 — премія «Цестода»
- 2011 — «Золоте гусяче перо[nl]»
- 2014 — «Золота друкарська машинка» (нід. Gouden Schrijfmachine)[14]
- 2015 — Нідерландська літературна премія